# Brevard (Caroline du Nord)
Pour les articles homonymes, voir Brevard.
La ville de Brevard est le siège du comté de Transylvania, situé dans l’État de Caroline du Nord, aux États-Unis. Sa population s’élevait à 7 609 habitants lors du recensement de 2010, estimée à 7 822 habitants en 2016.

## Démographie
| 1880 | 1890 | 1900 | 1910 | 1920  | 1930  |
| ---- | ---- | ---- | ---- | ----- | ----- |
| 223  | 327  | 584  | 919  | 1 658 | 2 339 |

| 1940  | 1950  | 1960  | 1970  | 1980  | 1990  |
| ----- | ----- | ----- | ----- | ----- | ----- |
| 3 061 | 3 908 | 4 857 | 5 243 | 5 323 | 5 388 |

| 2000  | 2010  | - | - | - | - |
| ----- | ----- | - | - | - | - |
| 6 789 | 7 609 | - | - | - | - |

## Arts
C'est à Brevard qu’a été fondé en 1998 le Festival international du film RiverRun, tenu dans la ville jusqu’en 2002 avant son transfert à Winston-Salem.

## Personnalité liée à la ville
L’écrivain et éditeur Clifford B. Hicks est mort à Brevard en 2010.

## Galerie photographique

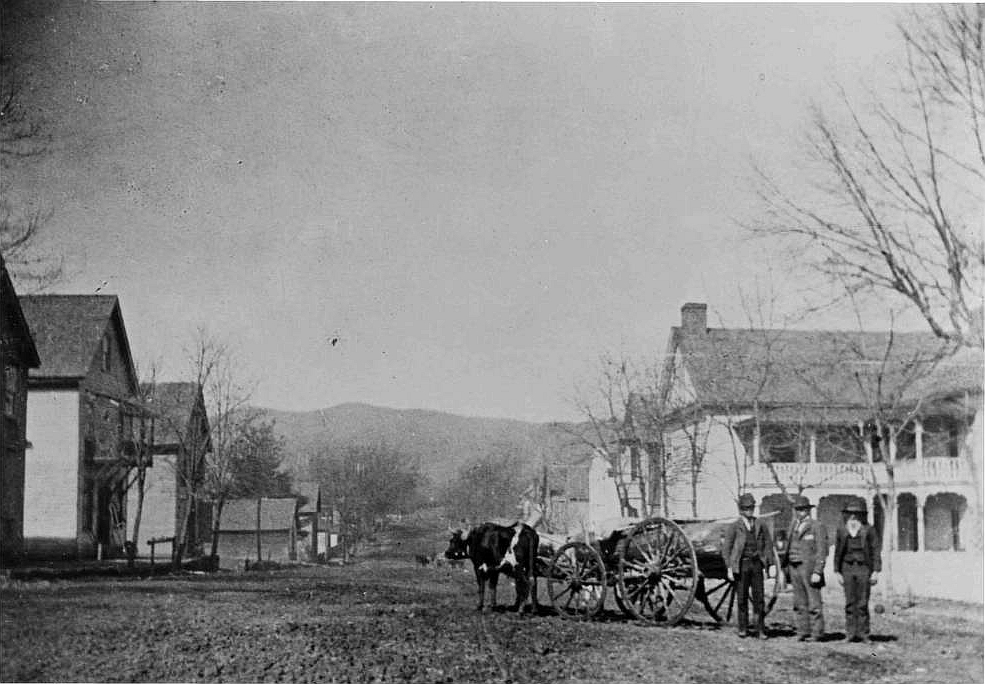
Brevard c. 1886.
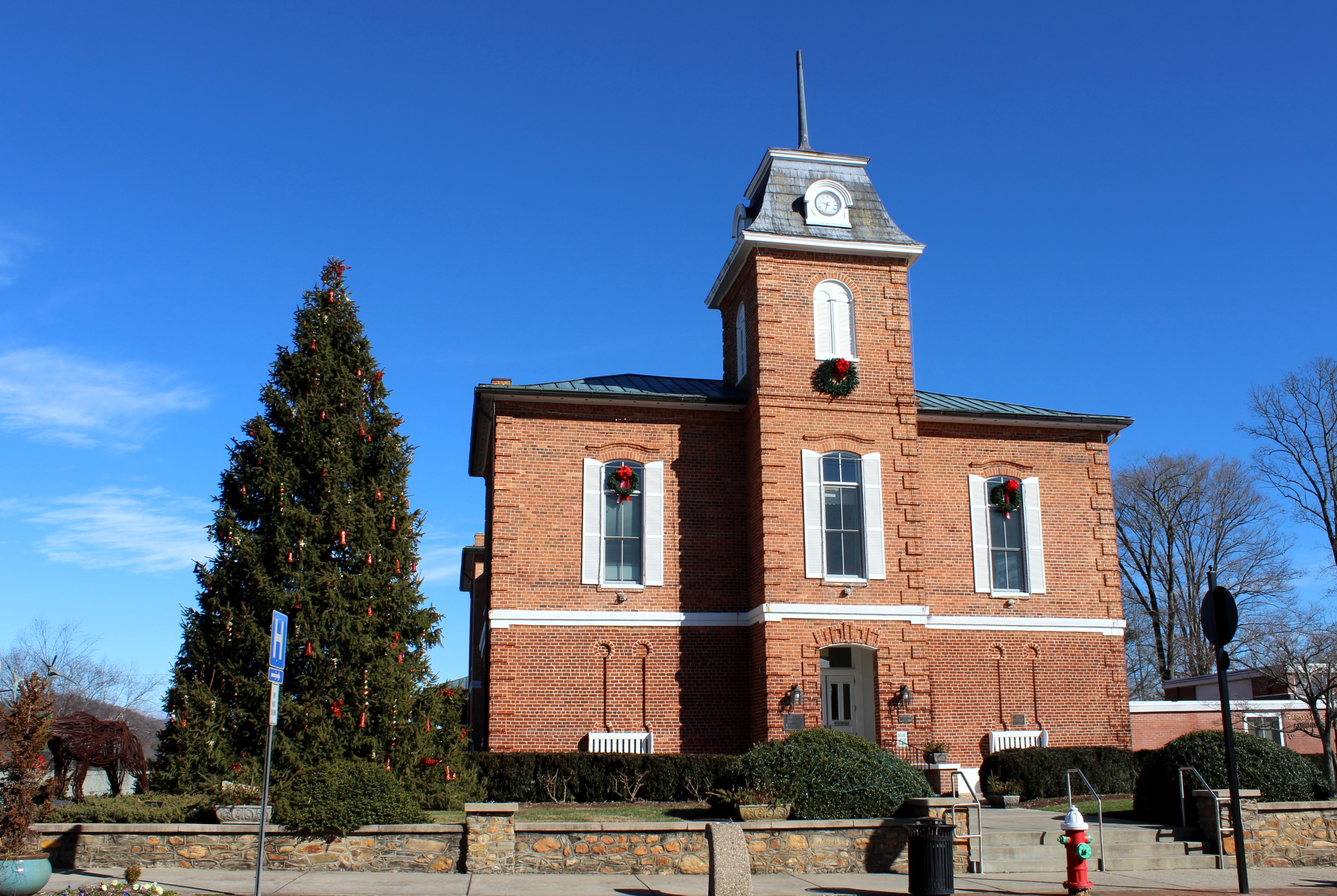
La cour de justice du comté.
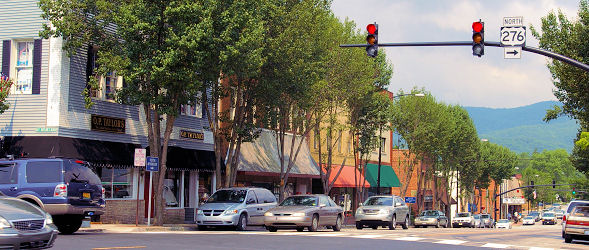
Le centre-ville de Brevard en 2006.
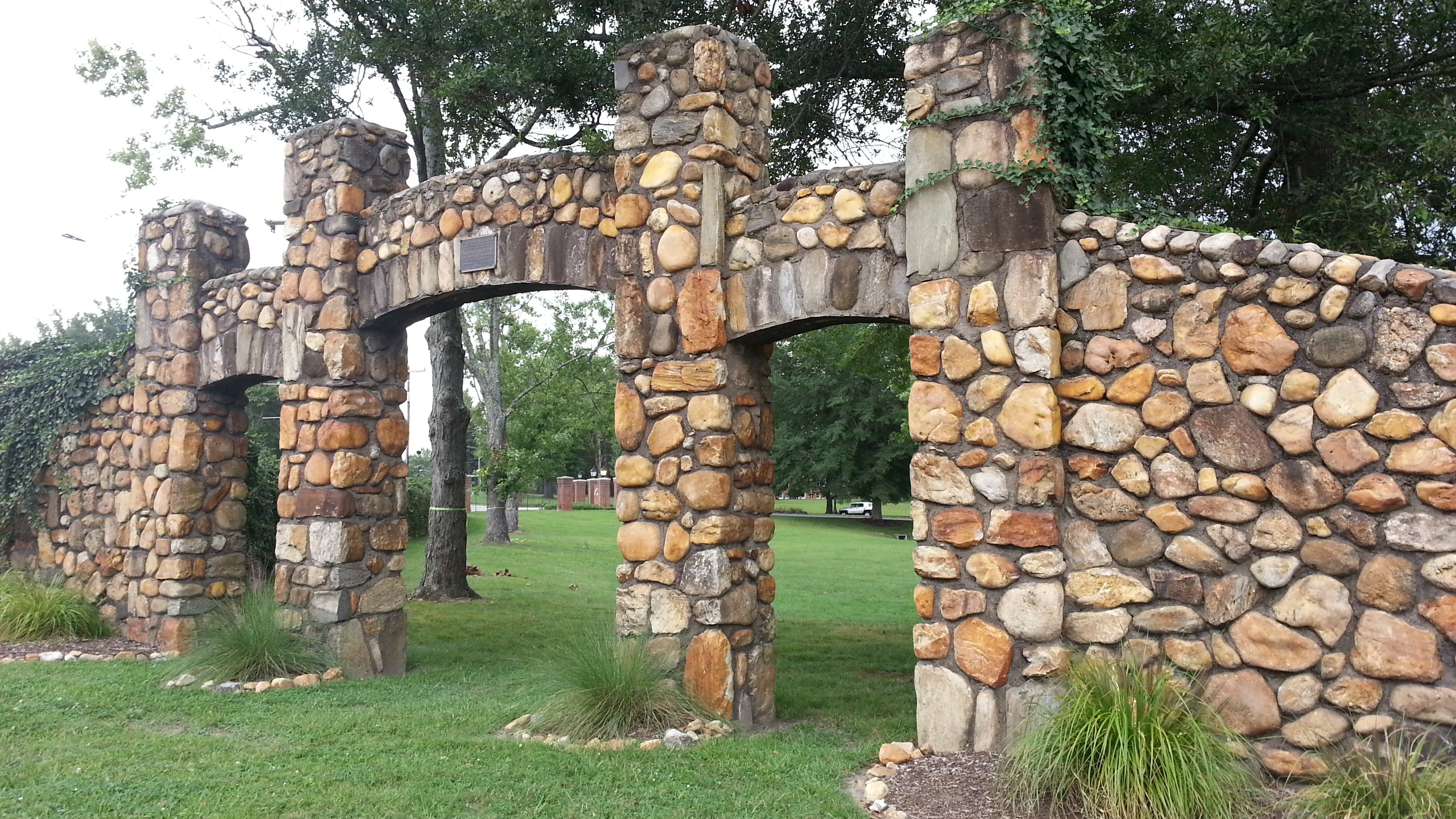
Brevard College.

## Source
- (en) Cet article est partiellement ou en totalité issu de l’article de Wikipédia en anglais intitulé « Brevard, North Carolina » (voir la liste des auteurs).

1. ↑  (en) « Statistiques des États-Unis - Caroline du nord - Profils des communautés de 2010 » (consulté en novembre 2020)